# 1185-ös busz
Az 1185-ös jelzésű autóbuszvonal távolsági autóbuszjárat Budapest és Zalaegerszeg valamint Bajánsenye között, melyet a Volánbusz Zrt. lát el.

## Közlekedése
Budapest, Népliget és Zalaegerszeg valamint Bajánsenye között közlekedik. 
Hat járatpár szállítja az utasokat. A hetek első munkanapját megelőző napokon egy járat Bajánsenye és Budapest között közlekedik. A többi járat Budapest és Zalaegerszeg között szállítja az utasokat.

## Megállóhelyei
| 0  | Budapest, Népliget autóbusz-pályaudvar végállomás | 22 | 10 | 1, 1A 83 254E 901, 914, 914A, 918, 950, 950A 607, 608, 616, 625, 626, 627, 628, 629, 630, 631, 632, 633, 635, 636, 650, 653, 654, 655, 656, 657, 660, 661, 679 1080, 1085, 1087, 1090, 1092, 1094, 1110, 1111, 1113, 1115, 1120, 1121, 1123, 1125, 1131, 1134, 1136, 1172, 1173, 1174, 1175, 1176, 1177, 1183, 1184, 1188, 1189, 1193, 1194, 1205, 1212, 1215, 1216, 1229, 1251, 1253, 1254, 1257, 1268                          |
| 1  | Budapest, Petőfi híd, budai hídfő                 | 21 | 9  | 4, 6 153, 154, 212, 212A, 212B 918 1172, 1173, 1174, 1175, 1176, 1177, 1183, 1184, 1188, 1189, 1193, 1194, 1205, 1212, 1215, 1216, 1229, 1251, 1253, 1254, 1257 |
| 2  | Budapest, Újbuda-központ                          | 20 | 8  | 4, 6, 17, 41, 47, 48, 56, 61 33, 58, 150, 150B, 153, 154, 212, 212A, 212B 973, 973A 1172, 1173, 1174, 1175, 1176, 1177, 1183, 1184, 1188, 1189, 1193, 1194, 1205, 1212, 1215, 1216, 1229, 1251, 1253, 1254, 1257 |
| 3  | Budapest, Sasadi út                               | 19 | 7  | 8E, 40, 40B, 40E, 53, 87, 87A, 88, 88A, 108E, 139, 140, 140A, 150, 150B, 153, 154, 172, 173, 187, 188, 188E, 240, 272 908, 940, 941, 972 731, 760, 764 1187 1172, 1173, 1174, 1175, 1176, 1177, 1183, 1184, 1188, 1189, 1193, 1194, 1205, 1212, 1215, 1216, 1229, 1251, 1253, 1254, 1257 |
| 4  | Sármellék, vasútállomás                           | 18 | 6  | 1187 1193, 1735, 1736, 1794 6308, 6375, 6377, 6396, 6415 |
| 5  | Szentgyörgyvár, autóbusz-forduló                  | 17 | 5  | 1194 6307, 6308, 6310, 6316, 6370, 6375 |
| 6  | Zalacsány, templom                                | 16 | 4  | 1188, 1194, 1499, 1625, 1658, 1665, 1806, 1808 6162, 6216, 6217, 6306, 6307, 6375 |
| 7  | Nagykapornak, autóbusz-váróterem                  | 15 | 3  | 1188, 1499, 1625, 1658, 1665, 1806, 1808 6162, 6214, 6216, 6217, 6220, 6222, 6231 |
| 8  | Kisbucsa, bejárati út (76-os út)                  | 14 | 2  | 1188, 1625, 1658, 1665, 1806, 1808 6214, 6215, 6216, 6217, 6219, 6220, 6221, 6222, 6231 |
| 9  | Zalaegerszeg, Csácsbozsok elágazás                | 13 | 1  | 2, 2A, 12, 21, 22, 22A 1187 1188, 1625, 1658, 1665, 1806, 1808 6214, 6215, 6216, 6217, 6219, 6220, 6221, 6222, 6226, 6230, 6231 |
| 10 | Zalaegerszeg, autóbusz-állomás végállomás         | 12 | 0  | 1, 2E, 4, 5, 6, 7, 9, 14, 19A, 21, 25, 27 1187 1188, 1499, 1503, 1562, 1620, 1622, 1625, 1639, 1641, 1642, 1658, 1665, 1667, 1668, 1670, 1726, 1806, 1808 6162, 6200, 6201, 6205, 6210, 6211, 6213, 6214, 6215, 6216, 6217, 6218, 6219, 6220, 6221, 6222, 6226, 6230, 6231, 6235, 6237, 6238, 6239, 6240, 6241, 6242, 6243, 6245, 6246, 6247, 6248, 6250, 6255, 6258, 6262, 6268, 6275, 6277, 6278, 6287, 6292, 6458, 6898, 7398 |
|    | Bagod, iskola                                     | 11 |    | 1188, 1622, 1668, 1806 6275, 6277, 6278, 6898 |
|    | Zalaszentgyörgy, Kossuth Lajos utca               | 10 |    | 1188 6275, 6277, 6278, 6287 |
|    | Zalacséb, Rákóczi utca 53.                        | 9  |    | 1188 6275, 6277, 6278, 6287 |
|    | Zalalövő (Zalapataka), templom                    | 8  |    | 1188 6277, 6278, 6282, 6287 |
|    | Zalalövő, vasútállomás bejárati út                | 7  |    | 1188, 1669 6277, 6278, 6282, 6283, 6287, 6580, 6585, 6902, 6905 személyvonat, Citadella nemzetközi InterCity, Istria nemzetközi expresszvonat |
|    | Zalalövő, Petőfi utca 74.                         | 6  |    | 1188 6277, 6283, 6580, 6902, 6905 |
|    | Felsőjánosfa, Petőfi utca 10.                     | 5  |    | 1188 6277, 6283, 6580, 6902, 6905 |
|    | Pankasz, autóbusz-váróterem                       | 4  |    | 1188, 1643 6277, 6580, 6902, 6905, 6921 személyvonat |
|    | Nagyrákos, Alsószer                               | 3  |    | 1188 6277, 6580, 6902, 6905, 6921 |
|    | Őriszentpéter, Rózsaliget                         | 2  |    | 1188, 1643 6277, 6580, 6902, 6905, 6921 |
|    | Őriszentpéter, autóbusz-állomás                   | 1  |    | 1188, 1643 6258, 6277, 6580, 6902, 6905, 6909, 6921, 6970, 6973 |
|    | Bajánsenye, autóbusz-váróterem végállomás         | 0  |    | 1188, 1643 6258, 6270, 6580, 6902, 6970, 6973 |